# أهداف التنمية المستدامة وأستراليا

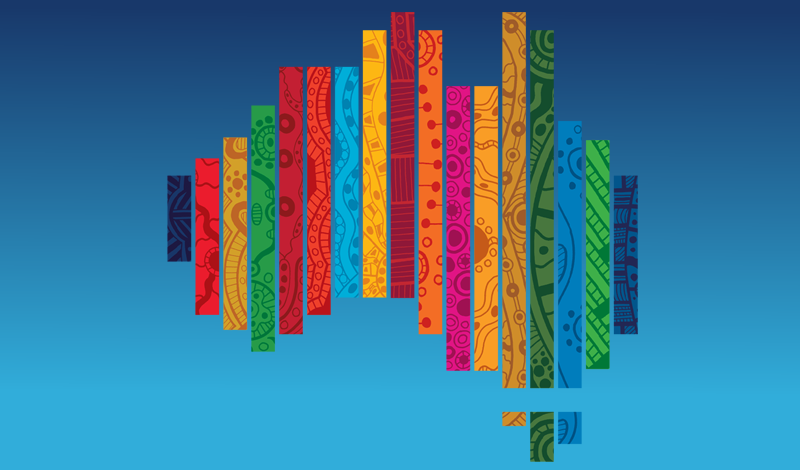
تم إنشاء الأعمال الفنية المكونة من 17 شريطًا فنيًا فرديًا ومترابطًا، ترمز إلى كل من أهداف التنمية المستدامة السبعة عشر المترابطة، بواسطة جوردانا أنجوس، ويمكن رؤيتها في جميع أنحاء المراجعة الوطنية الطوعية لأستراليا لعام 2018.

«أهداف التنمية المستدامة وأستراليا» مصطلح يصف كيفية مشاركة أستراليا في عملية أهداف التنمية المستدامة. تضم أهداف التنمية المستدامة 17 هدفًا عالميًا، وهي مصممة لتكون «مخططًا لتحقيق مستقبل أفضل وأكثر استدامة للجميع». تعدّ أهداف التنمية المستدامة، التي حددتها الجمعية العامة للأمم المتحدة في عام 2015 والمقصود تحقيقها بحلول عام 2030، جزء من قرار للأمم المتحدة يسمى «خطة العام 2030». ضُمّنت مقاصد أهداف التنمية المستدامة ومؤشراتها في قرار الأمم المتحدة الذي اعتمدته الجمعية العامة بعد ذلك بعامين في 6 يوليو 2017.
كان كومنولث أستراليا واحدًا من 193 دولة اعتمدت خطة العام 2030 في سبتمبر 2015. يقود تنفيذ الحكومة لخطة العام 2030 وزارة الشؤون الخارجية والتجارة، وإدارة رئيس الوزراء ومجلس الحكومة.
ذكر تقرير متابعة تقدم أهداف التنمية المستدامة (أستراليا المتغيرة) في نوفمبر 2020: أن أستراليا أبلت جيدًا في تحسين الصحة (الهدف 3 من أهداف التنمية المستدامة)، والتعليم (الهدف 4)، إلا أنها كانت متأخرة في الحد من انبعاثات ثاني أكسيد الكربون (الهدف 13) والنفايات وتدهور البيئة (الهدف 12 و14 و15)، ومعالجة عدم المساواة الاقتصادية (الهدف 10).
احتلت أستراليا في عام 2020، المرتبة 37 في مؤشر تحقيق أهداف التنمية المستدامة، وذلك من بين 166 دولة، بعد أن احتلت المرتبة 18 من أصل 34 دولة في عام 2015.

## خلفية

### دورها في صياغة أهداف التنمية المستدامة
قادت وزارة الخارجية والتجارة مساهمة أستراليا في تطوير خطة العام 2030، والتي تشمل أهداف التنمية المستدامة وخطة عمل أديس أبابا. صرحت وزارة الخارجية والتجارة في تقريرها السنوي 2015-2016 أن إجراءاتها ضمنت بنجاح المصلحة الوطنية الأسترالية وأولويات المساعدة والتجارة والسياسة الخارجية الحالية، وأولويات شركائها في التنمية، حيثما تتجلى في النتيجة. نشطت وزارة الخارجية والتجارة في تأمين أهداف التنمية المستدامة المستقلة للنمو الاقتصادي (الهدف 8)، والمساواة بين الجنسين (الهدف 5) والسلام والحوكمة السليمة (الهدف 16). يساعد ذلك على تعزيز «الأطر الدولية القائمة، مثل اتفاقية القضاء على جميع أشكال التمييز ضد المرأة».

### التنسيق الوطني والحوكمة
شكلت الحكومة الأسترالية لجنة مشتركة بين الإدارات (آي دي سي) من كبار المسؤولين، لتنسيق الجهود المحلية والدولية الأسترالية للنهوض بخطة العام 2030. تتعاون اللجنة التي ترأسها وزارة الخارجية والتجارة وإدارة رئيس الوزراء ومجلس الحكومة، مع أصحاب المصلحة المحليين لتعزيز التقدم الذي تحرزه أستراليا ورصده.

## منصات التقارير

### منصة الإبلاغ عن بيانات الحكومة الوطنية حول مؤشرات أهداف التنمية المستدامة
أطلقت الحكومة الأسترالية في يونيو 2018 منصة بيانات لتقوم بمركزة مجموعات البيانات المتاحة على مؤشرات أهداف التنمية المستدامة، وتوفير نقطة وصول واحدة لأي شخص مهتم ببيانات أهداف التنمية المستدامة.
تعدّ المنصة جزءًا من مجموعة شاملة من التقارير حول التقدم المحرز في أهداف التنمية المستدامة، والتي تضمنت المراجعة الوطنية الطوعية والموقع الإلكتروني لأهداف التنمية المستدامة الأسترالية.
يمكن بالإضافة إلى توفير حيثية جمع البيانات في أستراليا مقابل جميع مؤشرات أهداف التنمية المستدامة البالغ عددها 232- ومع إحراز تقدم بمرور الوقت في تحديد مجموعات البيانات أو تحسين مؤشرات أهداف التنمية المستدامة- تحميل مجموعات البيانات الأخرى على المنصة. ستساعد أيضًا في تبسيط تقارير أهداف التنمية المستدامة لأغراض أخرى بطريقة تتفاعل مع أدوات إعداد التقارير الأخرى مثل إطار سنداي.
اهتم «مجتمع البيانات» بمعرفة الإجراءات التي اتخذتها الحكومة الأسترالية لسد فجوات البيانات الحالية لرصد التقدم المحرز في أهداف التنمية المستدامة. كان إطلاق منصة جديدة لبيانات أهداف التنمية المستدامة، بالإضافة إلى المراجعة الوطنية الطوعية، موضع ترحيب كبير. توفر المنصة حافزًا لتحسين قدرتها على الإبلاغ، ومن خلال تولي هذه المهمة «في حد ذاتها»، ستكون أستراليا «الأفضل في دعم البلدان المجاورة لمواجهة تحديات البيانات الخاصة بها».

### موقع أهداف التنمية المستدامة الوطني
أطلقت شبكة الاتفاق العالمي الأسترالية في يونيو 2018، موقعًا إلكترونيًا سمح للمنظمات بمشاركة مشاريعها وأنشطتها المتوافقة مع أهداف التنمية المستدامة في مكان واحد.
كان الموقع الأسترالي لأهداف التنمية المستدامة جزءًا من حزمة شاملة من التقارير حول التقدم المحرز في أهداف التنمية المستدامة، والتي تضمنت المراجعة الوطنية الطوعية ومنصة الإبلاغ عن البيانات التابعة للحكومة الأسترالية بشأن مؤشرات أهداف التنمية المستدامة.
طُوّر الموقع بدعم من وزارة الخارجية والتجارة، استجابة لقطاع الصناعة وأصحاب المصلحة الرئيسيين الحريصين على الحصول على منصة مركزية حيث يمكن مشاركة المعرفة وأمثلة العمل بشكل مفتوح. يمكن لأي منظمة رفع أنشطتها المتعلقة بأهداف التنمية المستدامة أو رفع دراسة حالة والتفاعل مع الآخرين على الموقع. تتضمن المنصة قسمًا للموارد، وميزة الأخبار والمناسبات، ومعلومات إضافية حول ماهية أهداف التنمية المستدامة واتصالهم داخل السوق الأسترالية.
أنشأت شبكة الاتفاق العالمي الأسترالية نادي أهداف التنمية المستدامة الأسترالية للشركات (إس دي جيز هَب) وذلك قبل إطلاق الموقع الأسترالي لأهداف التنمية المستدامة. أوضح النادي أهمية كل هدف من أهداف التنمية المستدامة السبعة عشر للممارسات التجارية الأسترالية، واقترح طرقًا يمكن للشركات أن تساهم بها في تحقيق أهداف التنمية المستدامة.

## التحديات

### استقصاء مجلس الشيوخ وتوصياته
أحال مجلس الشيوخ الأسترالي في ديسمبر 2017، أهداف التنمية المستدامة إلى لجنة الشؤون الخارجية والدفاع والمراجع لاستقصاء أجراه مجلس الشيوخ. عُقدت خمس جلسات استماع عامة وجرت مراجعة 164 مذكرة مكتوبة. ركزت غالبية التقديمات على أفضل الممارسات. أصدرت اللجنة تقريرها، المشتمل على 18 توصية، في فبراير 2019. قدم التقرير عددًا من التوصيات لتعزيز تنسيق أهداف التنمية المستدامة وحوكمتها من خلال إنشاء أمانة وطنية لأهداف التنمية المستدامة لتقديم المزيد من الدعم للجنة المشتركة بين الإدارات (التوصية 4)، وتشارك بانتظام اللجنة المشتركة بين الإدارات الموارد بشأن أفضل الممارسات الدولية عبر الحكومة (التوصية 7)، وتتعهد مراجعة التثقيف بشأن أهداف التنمية المستدامة سنويًا وتحديث الروابط لموارد معلوماتها والشركاء مع أصحاب المصلحة، لتطوير موارد المعلومات الأسترالية ونشرها (التوصية 8).
تشمل توصيات اللجنة خطة وطنية لتنفيذ أهداف التنمية المستدامة، وتشكيل مجموعة استشارية متعددة القطاعات، لتقديم المشورة إلى لجنة التنمية الدولية التابعة للحكومة بشأن أهداف التنمية المستدامة والتقارير الإلزامية المنتظمة عن أداء الدولة مقابل الأهداف.
تضمن تقرير مجلس الشيوخ تقريرًا مخالفًا من أعضاء مجلس الشيوخ الائتلافي، القلقين من أن العديد من التوصيات ستخلق بيروقراطية غير ضرورية، وتنظيم، ونفقات بلا فائدة. أدى قرار الحكومة بتعميم أهداف التنمية المستدامة عبر وكالاتها وإنشاء لجنة مشتركة بين الإدارات منذ البداية، إلى وضع الأسس اللازمة لتحقيق الأهداف، وعلى هذا الأساس، شجع أعضاء مجلس الشيوخ المعارضين «الحكومة على تجاهل توصيات تقرير الأغلبية».
انطوت التوصية الأولى للجنة على نشر خطة وطنية لتنفيذ أهداف التنمية المستدامة «تتضمن الأولويات الوطنية والتقارير المنتظمة عن أداء أستراليا مقابل (كذا) من الأهداف». «لم تطلق الحكومة بعد مثل هذه الخطة، ولم تشر إلى موعد تقديم خارطة الطريق هذه» حتى بعد مرور أكثر من عام على تقديم هذه التوصية. لم تكن الحكومة قد نفذت أي من هذه التوصيات بحلول يونيو 2020.